# Bjeloševina, Pljevlja
Bjeloševina este un sat din comuna Pljevlja, Muntenegru. Conform datelor de la recensământul din 2003, localitatea are 15 locuitori (la recensământul din 1991 erau 24 de locuitori).

## Demografie
În satul Bjeloševina locuiesc 14 persoane adulte, iar vârsta medie a populației este de 41,4 de ani (38,6 la bărbați și 44,7 la femei). În localitate sunt 5 gospodării, iar numărul mediu de membri în gospodărie este de 3,00.
|  |

| Demografie | Demografie | Demografie |
| An         | Locuitori  | Locuitori  |
| ---------- | ---------- | ---------- |
|            |            |            |
|            |            |            |
|            |            |            |
|            |            |            |
| 1948       | 60         |            |
| 1953       | 63         |            |
| 1961       | 59         |            |
| 1971       | 51         |            |
| 1981       | 31         |            |
| 1991       | 24         | 24         |
| 2003       | 15         | 15         |

| \| Componența etnică conform recensământului din 2003[2] \| Componența etnică conform recensământului din 2003[2] \| Componența etnică conform recensământului din 2003[2] \| Componența etnică conform recensământului din 2003[2] \| Componența etnică conform recensământului din 2003[2] \| \| ----------------------------------------------------- \| ----------------------------------------------------- \| ----------------------------------------------------- \| ----------------------------------------------------- \| ----------------------------------------------------- \| \| \| \| \| \| \| \| Sârbi \| Sârbi \| \| 15 \| 100% \| \| necunoscută \| necunoscută \| \| 0 \| 0% \| |             |  |    |      |
| Componența etnică conform recensământului din 2003 |             |  |    |      |
| |             |  |    |      |
| Sârbi | Sârbi       |  | 15 | 100% |
| necunoscută | necunoscută |  | 0  | 0%   |